# Disney Girl
『Disney Girl』（ディズニー・ガール）は、岩崎宏美の洋楽カバー・アルバム。1983年10月21日発売。発売元は、ビクター音楽産業。
規格品番はSJX-30210。

## 概要
1979年3月に発売された『恋人たち』に続く洋楽カバーアルバムの第2弾。オリジナル盤では帯を使用しておらず、ステッカー式のものが使用されているが、復刻盤では仕様の都合で他の復刻シリーズと同様の帯が使われ、本来使われていたステッカーは縮小復刻の上、封入されている（『Me too』も参照）。選曲にあたっては本人の意向がかなり反映されている。
2007年に紙ジャケットで初めて復刻されたが、収録曲については、A-3「Let It Be Me」を除いて『恋人たち』の収録曲と併せた洋楽ベスト曲集『決定版 白い恋人たち』で既にCD-DA化されており、この時点でCD-DA化されていない『EXCEL ONE 岩崎宏美のすべて』（1981年12月5日）に収録されていた未発表曲5曲と、カセットテープで発売されたベスト曲集の『THE BEST』（1981年6月21日）に初収録された「思秋期」の新バージョンがボーナス・トラックとして収録された。
レコードジャケットは、田村仁の撮影によるもの。復刻にあたって、裏ジャケットにこのアルバムタイトルに関わるキャラクターミッキーマウスが編み込まれた敷物が写っていたが、事情によりその部分がカットされた。体裁を整えるため上下が広めの黒枠が作られ、下部の黒枠内にビクターロゴ・社名・CD品番が入れられている。

## 収録曲

### LP / CT
| 全編曲: 羽田健太郎。 |                                             |                                            |            |      |
| #                    | タイトル                                    | 作詞・作曲                                 | 日本語詞   | 時間 |
| 1.                   | 「You Are Too Beautiful」                   | L.Hart (作詞) R.Rodgers (作曲)             |            | 5:39 |
| 2.                   | 「And I Love You So」                       | Don McLean                                 |            | 3:48 |
| 3.                   | 「Let It Be Me」                            | M.Curtis - G.Becaud                        |            | 3:54 |
| 4.                   | 「With Pen In Hand（手紙）」                | Bobby Goldsboro                            | 有馬三恵子 | 3:48 |
| 5.                   | 「Until The Boat Sails Away（思い出の渚）」 | B.Payne - H.Beatty - B.Holland - E.Holland | 山川啓介   | 4:26 |

| 全編曲: 羽田健太郎。 |                                            |                                     |            |      |
| #                    | タイトル                                   | 作詞・作曲                          | 日本語詞   | 時間 |
| 1.                   | 「It Must Be Him（この恋に生きて）」       | M.Vidalin - G.Becaud                | 山川啓介   | 4:02 |
| 2.                   | 「Someone To Watch Over Me（その人は誰）」 | I.Gershwin (作詞) G.Gershwin (作曲) | 有馬三恵子 | 2:48 |
| 3.                   | 「Do That To Me One More Time」            | Toni Tennille                       |            | 4:06 |
| 4.                   | 「Niagara（ナイアガラ）」                  | M.Hamlisch - C.B.Sager - B.Roberts  | 有馬三恵子 | 3:37 |
| 5.                   | 「Disney Girls (ディズニー・ガール)」      | Bruce Johnston                      | 有馬三恵子 | 6:20 |

### CD（2007年盤）
| 全編曲: 羽田健太郎。 |                                             |                                            |            |      |
| #                    | タイトル                                    | 作詞・作曲                                 | 日本語詞   | 時間 |
| 1.                   | 「You Are Too Beautiful」                   | L.Hart (作詞) R.Rodgers (作曲)             |            | 5:39 |
| 2.                   | 「And I Love You So」                       | Don McLean                                 |            | 3:48 |
| 3.                   | 「Let It Be Me」                            | M.Curtis - G.Becaud                        |            | 3:54 |
| 4.                   | 「With Pen In Hand（手紙）」                | Bobby Goldsboro                            | 有馬三恵子 | 3:48 |
| 5.                   | 「Until The Boat Sails Away（思い出の渚）」 | B.Payne - H.Beatty - B.Holland - E.Holland | 山川啓介   | 4:26 |
| 6.                   | 「It Must Be Him（この恋に生きて）」        | M.Vidalin - G.Becaud                       | 山川啓介   | 4:02 |
| 7.                   | 「omeone To Watch Over Me（その人は誰）」   | I.Gershwin (作詞) G.Gershwin (作曲)        | 有馬三恵子 | 2:48 |
| 8.                   | 「Do That To Me One More Time」             | Toni Tennille                              |            | 4:06 |
| 9.                   | 「Niagara（ナイアガラ）」                   | M.Hamlisch - C.B.Sager - B.Roberts         | 有馬三恵子 | 3:37 |
| 10.                  | 「Disney Girls（ディズニー・ガール）」      | Bruce Johnston                             | 有馬三恵子 | 6:20 |

| #         | タイトル                       | 作詞       | 作曲       | 編曲      | 時間  |
| --------- | ------------------------------ | ---------- | ---------- | --------- | ----- |
| 11.       | 「思秋期」(ニュー・バージョン) | 阿久悠     | 三木たかし | 萩田光雄  | 5:00  |
| 12.       | 「黄昏ジェラシー」             | 小林和子   | 萩田光雄   | 萩田光雄  | 3:48  |
| 13.       | 「満潮」                       | 滝御夏子   | あすなろ   | 戸塚修    | 4:21  |
| 14.       | 「窓辺のサフラン」             | 岡本おさみ | 水谷公生   | 萩田光雄  | 3:29  |
| 15.       | 「やさしく叱って」             | 阿木燿子   | 筒美京平   | 筒美京平  | 3:57  |
| 16.       | 「アデュー・アデュー」         | 竜真知子   | 萩田光雄   | 萩田光雄  | 3:53  |
| 合計時間: | 合計時間:                      | 合計時間:  | 合計時間:  | 合計時間: | 67:45 |